# Joan Harrison (Drehbuchautorin)

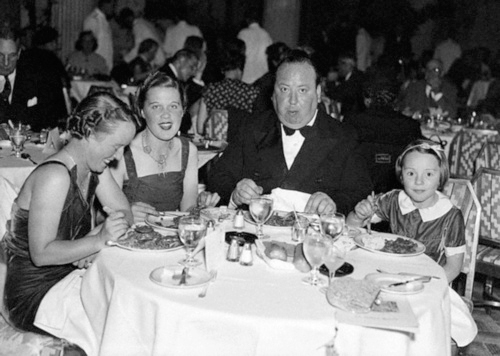
Joan Harrison (2.v.l.) mit der Familie Hitchcock (1937)

Joan Harrison (* 26. Juni 1907 in Guildford, Surrey; † 14. August 1994 in London) war eine britische Drehbuchautorin und Fernseh- und Filmproduzentin. Sie studierte in Oxford und an der Pariser Sorbonne.

## Karriere
1935 wurde Joan Harrison mit 28 Jahren persönliche Sekretärin von Alfred Hitchcock und eine seiner engsten Mitarbeiterinnen. Von Riff-Piraten (1939) bis Saboteure (1942) wirkte sie an fünf Drehbüchern für Hitchcocks Filme mit. Ab 1944 arbeitete sie an Drehbüchern für andere Regisseure und betätigte sich als Filmproduzentin bei Universal Pictures und RKO Pictures. 1955 holte Hitchcock sie zurück, um als Produzentin seine Fernsehserien Alfred Hitchcock Presents und The Alfred Hitchcock Hour zu betreuen.
1963 heiratete Joan Harrison den Schriftsteller und Drehbuchautor Eric Ambler. In späteren Jahren fungierte sie als Produzentin und Ausführende Produzentin bei den Fernsehserien Journey to the Unknown und The Most Deadly Game.

## Filmografie (Auswahl)

### Drehbuch
- 1939: Riff-Piraten (Jamaica Inn) – Regie: Alfred Hitchcock
- 1940: Der Auslandskorrespondent (Foreign Correspondent) – Regie: Alfred Hitchcock
- 1940: Rebecca – Regie: Alfred Hitchcock
- 1941: Verdacht (Suspicion) – Regie: Alfred Hitchcock
- 1942: Saboteure (Saboteur) – Regie: Alfred Hitchcock
- 1944: Dark Waters – Regie: André De Toth
- 1950: Die unbekannte Zeugin (Your Witness) – Regie: Robert Montgomery

### Produktion
- 1944: Zeuge gesucht (Phantom Lady) – Regie: Robert Siodmak
- 1945: Onkel Harrys seltsame Affäre (The Strange Affair of Uncle Harry) – Regie: Robert Siodmak
- 1946: Nocturne – Regie: Edwin L. Marin
- 1947: Reite auf dem rosa Pferd (Ride the Pink Horse) – Regie: Robert Montgomery
- 1947: They Won’t Believe Me – Regie: Irving Pichel
- 1949: Once More, My Darling – Regie: Robert Montgomery
- 1951: Der dreizehnte Gast (Circle of Danger) – Regie: Jacques Tourneur
- 1957: Suspicion: Die Bombe im Keller (Fernsehfilm, Four O’Clock) – Regie: Alfred Hitchcock
- 1960: Startime: Zwischenfall an der Ecke (Fernsehfilm, Incident at a Corner) – Regie: Alfred Hitchcock